# Стропо
Стро̀по (на италиански: Stroppo; на пиемонтски: Strop, Строп, на окситански: Estrop, Естроп) е село и община в Северна Италия, провинция Кунео, регион Пиемонт. Разположено е на 1087 m надморска височина. Населението на общината е 114 души (към 2010 г.).